# 邓贤 (三国)
邓贤（211年前—228年後），东汉末期、三国時代人物。

## 生平
邓贤原是劉璋属下。汉献帝建安十八年（213年），劉備举兵攻打益州。鄧賢和劉璝、冷苞、張任一起镇守涪城迎击劉備大軍，战敗后，後退到綿竹。
魏明帝太和二年（228年）正月，降魏的孟達再次归顺蜀漢，反魏举兵，孟達的外甥鄧賢秘密勾结司馬懿，開城門迎魏軍入城。以後、鄧賢之名不见于史書。

## 藝術形象

### 影視
- 電視劇《大軍師司馬懿之軍師聯盟》（2017年）：李雨豪

### 演義
小説《三国演義》上描写劉璋欢迎劉備设宴，邓贤在酒宴上和同僚舞剑，保护劉璋。劉備开始举兵攻打益州，鄧賢和劉璝、冷苞、張任一起镇守雒城迎击劉備大軍。邓贤与冷苞在城外下寨，设埋伏围困魏延。魏延来劫寨，邓贤伏兵而出，魏延马失前蹄，将魏延掀下来。邓贤挺枪要来刺魏延。黄忠一箭射死邓贤。